# Chiñi Mayu
 (avril 2020).
Chiñi Mayu (Quechua chiñi Chiroptera, rivière mayu, orthographes hispanisées Chiñimayu, Chini Mayu) est une rivière bolivienne du département de Chuquisaca, de la province de Nor Cinti, de la municipalité de San Lucas et de la municipalité de Camargo. Il appartient au bassin du Río Pilcomayo.  
En amont dans le canton d'Ocuri, la rivière s'appelle Churki. Sa direction est principalement sud-ouest. Chiñi Mayu coule le long du village du même nom. Après avoir dépassé la ville de Camargo, elle prend le nom de Camargo avant de rejoindre la rivière Tumusla comme affluent gauche.